# DSB MY
De DSB MY is een diesel elektrische locomotief van de Deense spoorwegen (DSB). De serie van 59 exemplaren werd tussen 1954 en 1965 gebouwd door het Zweedse NOHAB. De locomotieven waren jaren lang de ruggengraat van het passagiers- en vrachtverkeer van de DSB totdat ze begin jaren negentig geleidelijk werden uitgerangeerd. Sommige locomotieven werden gesloopt, andere werden verkocht aan Deense particuliere spoorwegmaatschappijen en aan verschillende Zweedse en Duitse bedrijven.
De locomotief maakt deel uit van de NOHAB AA16 reeks die ook in varianten voor Noorwegen, Hongarije, België en Luxemburg is geproduceerd.

## Geschiedenis
In de jaren 50 en 60 van de twintigste eeuw bouwde het Zweedse NOHAB onder licentie van General Motors verschillende series voor zowel de DSB als de Noorse spoorwegen (NSB). De Deense MY is technisch vrijwel gelijk aan de Noorse Di 3. De locomotieven zijn afgeleid van de Amerikaanse F7 en uitgerust met een 16-cilinder General Motors motor. De drieassige draaistellen werden aangedreven op de buitenste twee assen. In tegenstelling tot de Amerikaanse locomotieven, die slechts aan een kant een cabine hebben, kreeg de Europese variant een cabine aan beide zijden.
De eerste bestelling omvatte vier locomotieven en een reserve-motor om te testen. De test van de locomotieven, afgeleverd in 1954, verliep goed en werd gevolgd door een bestelling van 40 locomotieven, geleverd tot 1958. Daarna werden tot 1965 werden nog 15 locomotieven geleverd, waarmee het totaal op 59 kwam. Voor trajecten waarvoor de MY te zwaar was werd een lichtere variant de MX ontwikkeld, NOHAB leverde 45 MXen tussen 1960 en 1962. Daarnaast leverde de Deense locomotievenfabriek Frichs in 1957 en 1960 twee zelf ontwikkelde Myen, de MY 1201-1202, deze waren echter geen succes en werden in 1971 gesloopt.
DSB beschouwde de MY als zeer doelmatig in gebruik, terwijl hij ook veelzijdig was en reistijden verkortte. Ze werden zowel ingezet voor zware goederentreinen als voor snelle personentreinen, later trokken ze ook stoptreinen en InterCity-treinen. Machinisten en omwonenden waren echter kritisch toen de eerste locomotieven werden afgeleverd vanwege het hoge geluidsniveau. Vooral optrekkende en klimmende zware goederentreinen produceerden veel geluid. Het geluidsprobleem werd later naar tevredenheid opgelost toen ze door de geluiddemperfabriek LYDEX in Middelfart werden aangepast.
De MY was in actieve dienst vanaf 1954 tot 15 juni 2001, toen de MY 1159 de laatste officiële rit uitvoerde. De eerste locomotief, MY 1101, werd in 1986 overgedragen aan het Deense spoorwegmuseum. De andere locomotieven werden gedurende de jaren negentig geleidelijk uitgerangeerd. Sommige werden gesloopt, terwijl de rest werd verkocht aan verschillende particuliere spoorwegmaatschappijen in Denemarken, Zweden en Duitsland. Hier zijn sommige nog steeds in bedrijf, bijvoorbeeld in Zweden, waar TMY ze inzet om goederentreinen te trekken.

## Serie MV
De eerste vier locomotieven werden geleverd met 16c-cilinder 567B-motoren, die 1.700 pk leverden. Toen was gebleken dat de motoren betrouwbaar werkten is de meegeleverde reservemotor gebruikt voor de eerste locomotief van de serie, de  MY 1105. De volgende 54 locomotieven kregen een verbeterde (MY 1106-1144 567C, MY 1145-1159, 567D1) motor, die 1.950 pk leverde. In 1968 werden de locomotieven met slechts 1.700 pk als zelfstandige reeks MV aangemerkt echter zonder de nummers te wijzigen. Zowel voor als na 1968 werden motoren tussen de locomotieven uitgewisseld. De MY 1101, 1102, 1104, 1109 en 1134, werden in 1968 MV. Vervolgens werden tijdens onderhoud de  MV 1101 (in 1984), 1104 (in 1973) en 1134 (in 1981) opnieuw MY, terwijl MY 1144 in 1974 veranderde in MV.

## Kleurstelling

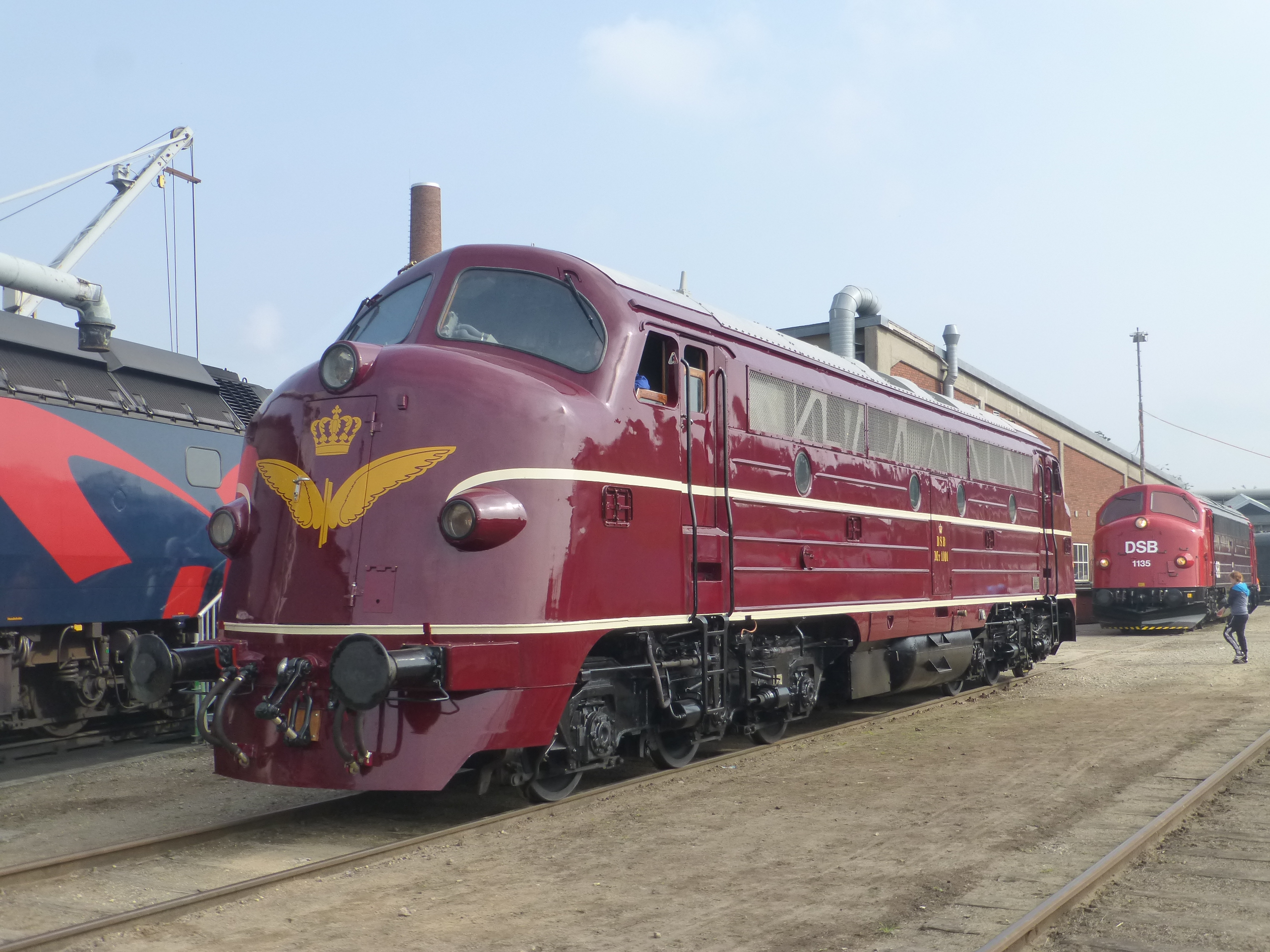
MY 1101 in de oorspronkelijke kleurstelling
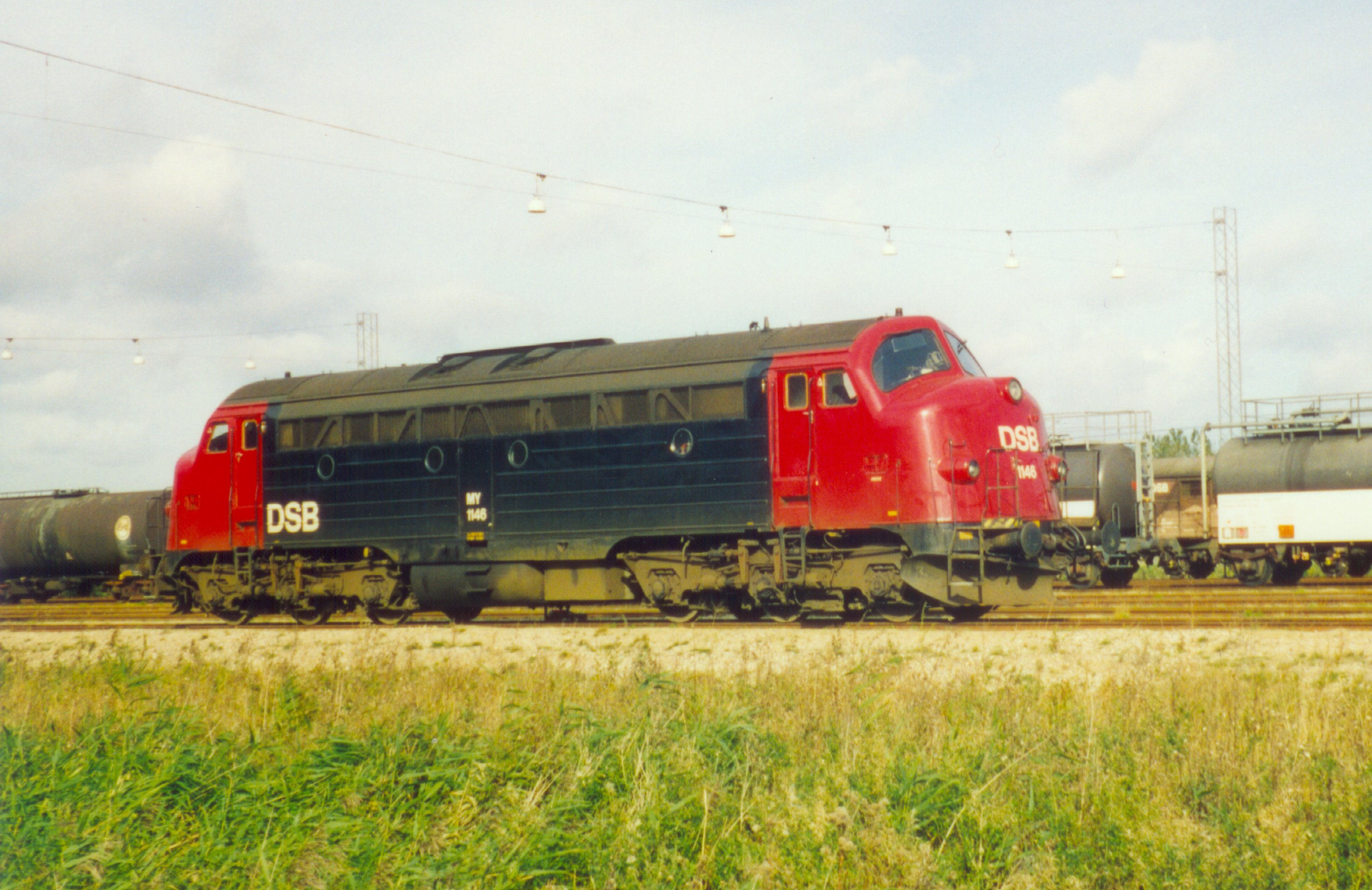
DSB MY 1146 in de jubileumskleurstelling
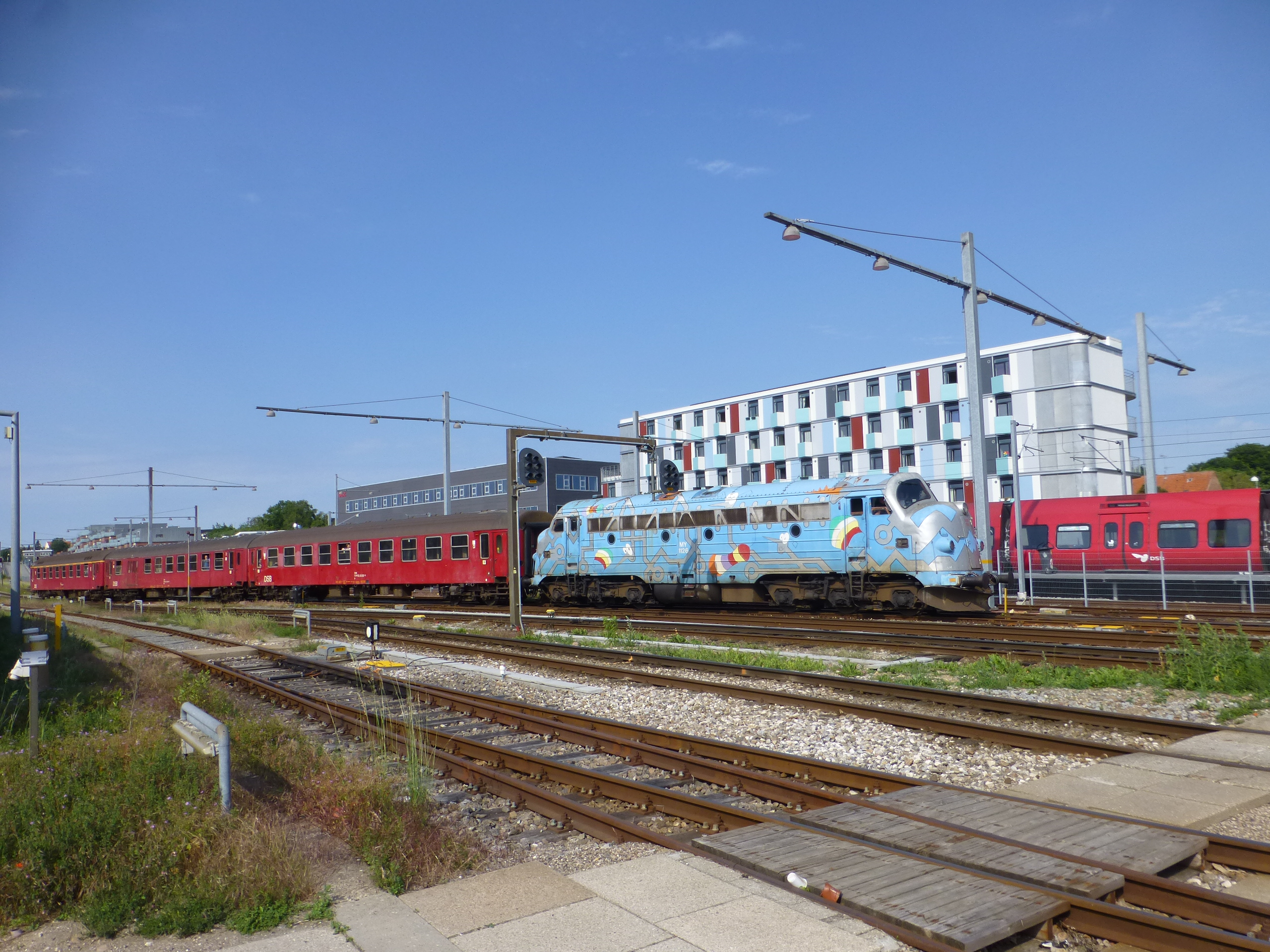
MY 1126 met historische trein in Hillerød

De locomotieven werden geleverd in wijnrood met crèmekleurige strepen aan de zijkanten en een geel gevleugeld wiel met kroon op de neus. De locomotieven MY 1101-1124 uit 1954-1956 hadden oorspronkelijk geen bedrijfsnummers op de neus maar later werd dit standaard voor alle locomotieven. Het dak was aanvankelijk lichtgrijs maar werd later aluminiumkleurig.
Ter gelegenheid van het 125-jarige jubileum van DSB in 1972 werd een nieuwe huisstijl geïntroduceerd met een rood-zwarte kleurstelling en witte letters. De MY kreeg vervolgens een zwarte machinekamer en een rode cabine. De draaistellen , het onderstel en het dak werden donkergrijs. Tegelijkertijd werd het gevleugelde wiel op de neus vervangen door “DSB” geschreven in grote witte letters. De MY 1147 was als eerste overgeschilderd, maar het duurde tot 1985 voordat de alle MYen de nieuwe huisstijl hadden. In 1988 werd de MY 1101 als museumlocomotief gekwalificeerd en kreeg ze haar oude kleurstelling terug. Bij het 60-jarig jubileum in 2014 werden ook de nummers op de voorkant verwijderd zodat het er weer uitzag als bij de aflevering in 1954.
Sommige locomotieven kregen een bijzondere beschildering bij verschillende gelegenheden. Zo kreeg de MY 1126 samen met de MX 1021 en een Bhs rijtuig in 1988 een printplaat beschildering ingegeven door de elektronica-industrie, toen ze gebruikt werden voor proeven met radiobesturing, het Advanced Train Control System. In de periode 1995-1999 had de MY 1105 een witte machinekamer, MY 1108 was geel / zwart geverfd in 1995 en MY 1135 was blauw in de periode 2004-2014 toen ze dienst deed als dienstvoertuig. De MY 1101 was een deel van 2005 voorzien van blauwe folie met decoraties ter gelegenheid van de 200ste geboortedag van Hans Christian Andersen.
Daarnaast hebben de verschillende bedrijven die locomotieven hebben gekocht na de uitrangering bij DSB diverse kleurstellingen gebruikt.

## Erfgoed

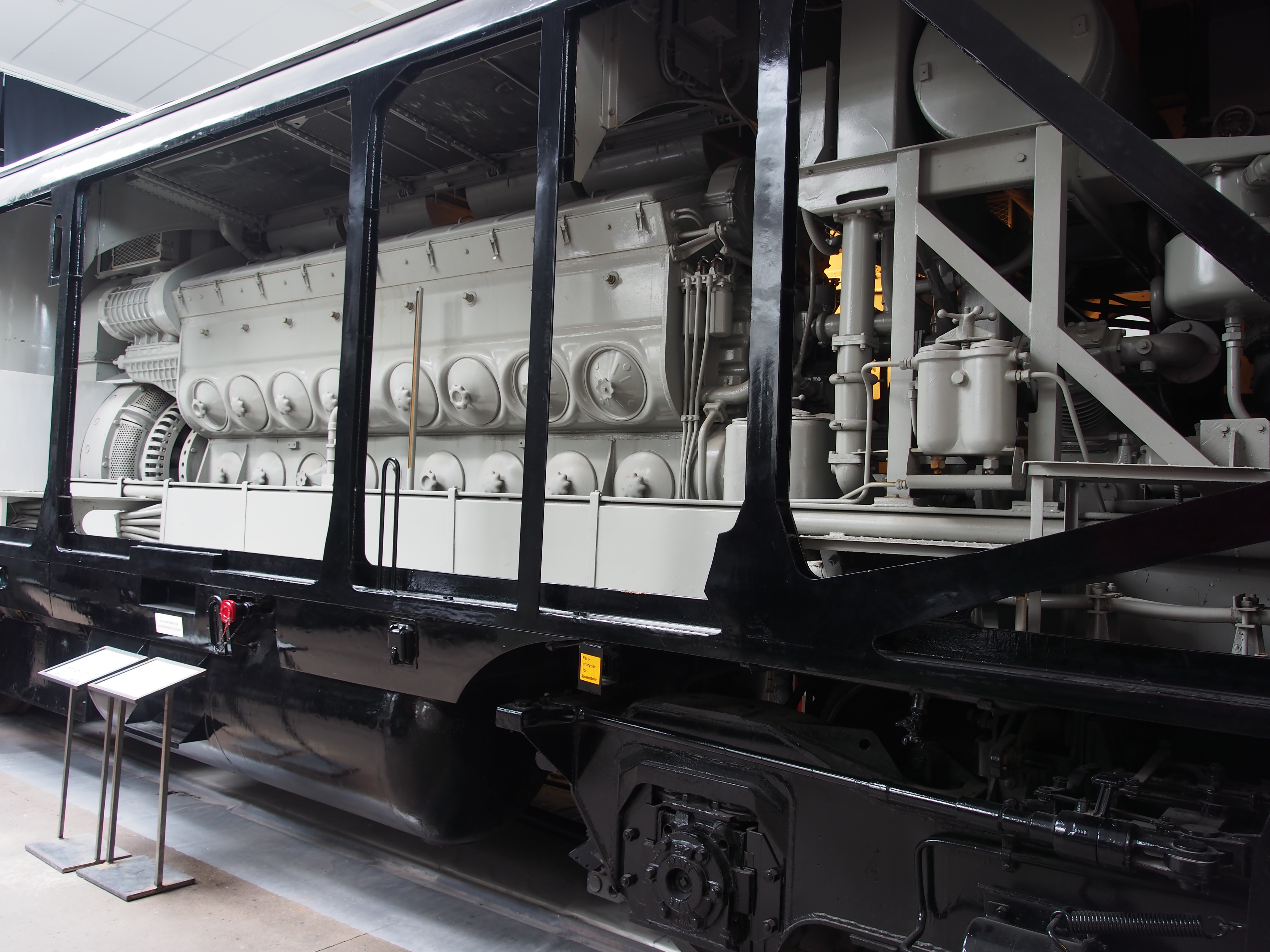
De machinekamer van de 1112 in het spoorwegmuseum

MY 1101, 1112 en 1159 zijn ondergebracht in het Deense spoorwegmuseum in Odense. MY 1101 is, zoals gezegd, teruggebracht in de oorspronkelijke beschildering. Van de MY 1112 is aan een kant de zijwand van de machinekamer verwijderd voor tentoonstellingsdoeleinden. De MY 1126, die nog steeds het printplaatpatroon van de proefritten heeft, is van de Dansk Jernbane-Klub afdeling MY Veterantog in Hundested die haar gebruikt voor museumritten. De MY 1104 is privé bezit en bevindt zich in Tønder.

## Weblinks
- Jernbanen.dk – DSB motorvogne og -lokomotiver, DSB  MY
- Jernbanesider.dk – DSB MY og DSB MX
- Jernbane.net – Information og billeder af lokomotivet (Noors)
- Järnväg.net > Lokguide > TMY (Zweeds)
- Moderne dieseltrækkraft til DSB Ingeniøren, 18. juli 1953